# Anthidium garleppi
Anthidium garleppi là một loài Hymenoptera trong họ Megachilidae. Loài này được Schrottky mô tả khoa học năm 1910.